# Stradivari Lauterbach
Lo Stradivari Lauterbach è un antico violino fabbricato nel 1719 dal liutaio italiano Antonio Stradivari di Cremona (1644–1737). Lo strumento prende il nome dal precedente proprietario, il violinista virtuoso tedesco Johann Christoph Lauterbach.

## Proprietari
Il violinista e compositore Charles Philippe Lafont ne era il proprietario. Alla sua morte il violino fu acquisito dal liutaio ed esperto Jean-Baptiste Vuillaume. Vuillaume vendette il violino a Johann Christoph Lauterbach.
Il produttore tessile polacco Henryk Grohman acquistò il violino nel 1900. Alla sua morte nel 1939 lasciò in eredità tutta la sua collezione d'arte allo stato polacco. Il violino fu esposto nel Museo nazionale di Varsavia. Nel 1944 fu presumibilmente rubato da un maggiore tedesco, Theodor Blank. Secondo quanto riferito Blank inviò il violino a sua moglie in Germania, dove fu probabilmente recuperato nel 1948 dalla polizia militare statunitense. Non è stato restituito alla Polonia.